# Зорнциг-Аблас
Зорнциг-Аблас (њем. Sornzig-Ablaß) је бивша општина у њемачкој савезној држави Саксонија. Била је једно 36 општинских средишта округа Сјеверна Саксонија до 1. јануара 2011, када је припојена граду Мигелну. Према процјени из 2010. у општини је живјело 2.271 становника. Регионална шифра је била (AGS) 14730290.

## Географски и демографски подаци
Зорнциг-Аблас се налазио у савезној држави Саксонија у округу Сјеверна Саксонија. Општина се налазила на надморској висини од 190 метараа површина општине је износила 31,9 km². У самом мјесту је, према процјени из 2010. године, живјело 2.271 становника. Просјечна густина становништва је била 71 становника/km².